# Orde van de Joegoslavische Vlag
De Orde van de Joegoslavische Vlag (Servo-Kroatisch: "Orden Jugoslovenske zastave") werd door de regering van Joegoslavië sinds 26 november 1947 verleend. De wet op de Joegoslavische decoraties kende maarschalk Tito deze op de borst gedragen ster en het over de schouder gedragen grootlint in 1954 toe. Zie de Lijst van ridderorden en onderscheidingen van maarschalk Tito.
De orde werd verleend voor het bevorderen van vriendschappelijke relaties met andere volkeren.
- De Eerste Klasse draagt een grootlint over de rechterschouder en een ster op de linkerborst.
- De Tweede Klasse draagt het kleinood, hangend aan een verhoging in de vorm van een gouden lauwerkrans, om de hals. Zij dragen hetzelfde kleinood, zonder verhoging, ook als ster op de linkerborst.
- De Derde Klasse draagt het kleinood zonder verhoging aan een lint op de linkerborst.
- De Vierde Klasse draagt het kleinood, nu met een zilveren vlag en een zilveren krans, zonder verhoging aan een lint op de linkerborst.

De orde werd op 4 december 1998 door de nieuwe federale republiek overgenomen of heropgericht. Nu als een orde met drie graden.

## De versierselen
De orde heeft opvallende, van de in Europa gebruikelijke vormen afwijkende versierselen.
Het kleinood is een ster. Deze ster is een vijfpuntige gouden ster waarop een vijfpuntige zilveren ster is gelegd. Zo ontstaat een tienpuntige ster.In het midden van de ster is de blauw-wit-rode Joegoslavische vlag binnen een gouden of zilveren krans afgebeeld.
Dit versiersel wordt aan een lint om de hals, aan een lint op de linkerborst of als grote ster op de linkerborst gedragen.
De Eerste Klasse, men zou het de grootkruisen kunnen noemen, droegen voor 1998 een grootlint over de rechterschouder. Dit grootlint eindigt in een strik waarop een insigne in de vorm van een niet-geëmailleerde gouden vlag met daaronder een lauwerkrans is vastgemaakt.
In 1998 werd deze ongebruikelijke gouden vlag vervangen door een op de strik bevestigde ster. In 1998 werd de rode ster van de vlag op alle insignes verwijderd. De Vierde Klasse verviel.